# Jack Hawkins
Pour les articles homonymes, voir Hawkins.
Jack Hawkins est un acteur et producteur britannique né le 14 septembre 1910 à Wood Green (Royaume-Uni) et mort le 18 juillet 1973 à Londres (Royaume-Uni).
Acteur populaire du cinéma des années 1950 et 1960, il a inscrit son nom aux génériques de plusieurs films à succès comme La Terre des pharaons (1955), Le Pont de la rivière Kwai (1957), Ben-Hur (1959) ou Lawrence d'Arabie (1962).

## Biographie
Dès l'âge de 13 ans, en 1923, Jack Hawkins est inscrit par ses parents dans une école d'art dramatique, The Italia Conti Academy of Theatre Arts à Londres. Il y obtient son premier rôle, celui d'un roi elfe dans une pièce de théâtre pour les enfants, Where the Rainbow Ends. L'année suivante, il apparaît même aux côtés de Laurence Olivier dans une adaptation théâtrale du roman Beau Geste de Percival Christopher Wren. Cinq ans plus tard, il fait ses débuts à Broadway dans Journey's End de Robert Cedric Sherriff. Plébiscité par les critiques, il fait ses débuts au cinéma en Angleterre dans des films qui ne sortent pas des frontières.
Pendant la Seconde Guerre mondiale, après la défaite française, il se porte volontaire dans les Royal Welch Fusiliers. Il est en poste en Inde comme sous-lieutenant chargé de l'entraînement des troupes. En 1944, il devient lieutenant au sein de l'administration de l'Entertainments National Service Association (ENSA), chargée de fournir des divertissements pour le personnel des forces armées britanniques. Il est démobilisé en 1946 avec le grade honorifique de colonel.
Il signe alors un contrat avec Alexander Korda et tourne plusieurs films qui obtiennent un succès d'estime. Il tourne notamment Première Désillusion de Carol Reed en 1948 ou La Rose noire de Henry Hathaway avec Orson Welles en 1950. Il commence à donner la réplique à de grands noms de Hollywood. Ainsi, on le trouve au générique d'un film de Henry Koster en 1951, Le Voyage fantastique, avec James Stewart et Marlene Dietrich, ou en 1952 dans La Femme du planteur de Ken Annakin, avec Claudette Colbert.
Pour les Ealing Studios, il tourne en 1953 La Mer cruelle de Charles Frend où il incarne un commandant de navire de guerre tourmenté. Puis c'est la consécration : Howard Hawks le choisit pour incarner Khéops dans La Terre des pharaons, sorti en 1955. Deux ans plus tard, David Lean lui offre une tête d'affiche dans Le Pont de la rivière Kwai. Il est alors sollicité par les plus grands : John Ford pour Inspecteur de service (1958), William Wyler pour Ben-Hur (1959) ou Basil Dearden pour Hold-up à Londres (1960).
Acteur le plus populaire de Grande-Bretagne, il impose son visage carré et son flegme dans un grand nombre de films dont Lawrence d'Arabie (1962) de David Lean ou Lord Jim (1965) de Richard Brooks, avant de se joindre au casting de stars d'Opération Opium de Terence Young en 1966.
On lui diagnostique en décembre 1965 un cancer de l'œsophage, sûrement dû à ses trois paquets de cigarettes quotidiens. Après une ablation du larynx un mois plus tard, il perd l'usage de sa voix, et ses rôles suivants sont doublés (avec son accord) par les acteurs Robert Rietty et Charles Gray. Il continue pourtant de tourner, notamment dans Les Griffes du lion de Richard Attenborough en 1972.
Décidé à se faire implanter un larynx artificiel, il part pour les États-Unis en mai 1973 afin d'y subir une nouvelle opération mais, à la suite de complications, il revient en Angleterre et est hospitalisé au St. Stephen's Hospital de Londres — aujourd'hui appelé Chelsea and Westminster Hospital. Il succombe à une hémorragie le 18 juillet 1973 à l'âge de 62 ans. Ses cendres reposent au crématorium de Golders Green de Londres. Son autobiographie, Anything For a Quiet Life, est publiée quelques mois après.

## Filmographie

### comme acteur

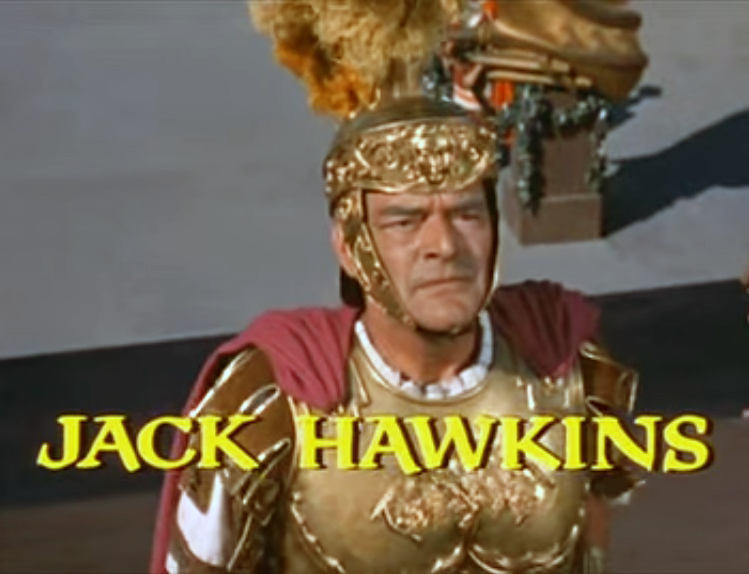
dans Ben-Hur (1959).

#### Années 1930
- 1930 : Birds of Prey de Basil Dean : Alfred
- 1932 : Meurtres (The Lodger) de Maurice Elvey : Joe Martin
- 1933 : The Jewel de  Reginald Denham : Peter Roberts
- 1933 : A Shot in the Dark de George Pearson : Norman Paull
- 1933 : I Lived with You de Maurice Elvey : Mort
- 1933 : The Good Companions de Victor Saville : Albert
- 1934 : Autumn Crocus de Basil Dean: Alaric
- 1934 : The Lost Chord de Maurice Elvey : Sr. Jim Selby
- 1934 : Death at Broadcasting House de Reginald Denham : Herbert Evans
- 1935 : Peg of Old Drury de Herbert Wilcox : Michael O'Taffe
- 1936 : The Frog de Jack Raymond : le capitaine Gordon
- 1937 : Beauty and the Barge de Henry Edwards : le lieutenant Seton Boyne
- 1938 : A Royal Divorce de Jack Raymond : le capitaine Charles
- 1938 : Who Goes Next? de Maurice Elvey : le capitaine Beck

#### Années 1940
- 1940 : Murder Will Out de Roy William Neill : Stamp
- 1940 : The Flying Squad de Herbert Brenon : Mark McGill
- 1942 : The Next of Kin de Thorold Dickinson : le major de brigade Harcourt
- 1948 : Première Désillusion (The Fallen Idol), de Carol Reed : l'inspecteur Ames
- 1948 : La Grande Révolte (Bonnie Prince Charlie) d'Anthony Kimmins : lord Murray
- 1949 : La Mort apprivoisée (The Small Back Room) de Michael Powell et Emeric Pressburger : R.B. Waring

#### Années 1950
- 1950 : Le Chevalier de Londres (The Elusive Pimpernel) de Michael Powell et Emeric Pressburger : le prince de Galles
- 1950 : Secret d'État (State Secret) de Sidney Gilliat : le colonel Galcon
- 1950 : La Rose noire (The Black Rose) de Henry Hathaway : Tristram Griffin
- 1951 : The Adventurers de David MacDonald : Pieter Brandt
- 1951 : Le Voyage fantastique (No Highway in the Sky) de Henry Koster : Dennis Scott
- 1952 : Home at Seven de Ralph Richardson : le Dr Sparling
- 1952 : Angels One Five de George More O'Ferrall : le colonel « Tiger » Small
- 1952 : Mandy d'Alexander Mackendrick : Searle
- 1952 : La Femme du planteur (The Planter's Wife) de Ken Annakin : Jim Frazer
- 1953 : La Mer cruelle (The Cruel Sea) de Charles Frend : Ericson
- 1953 : Tonnerre sur Malte (Malta Story) de Brian Desmond Hurst : le commandant Frank
- 1953 : Twice Upon a Time d'Emeric Pressburger : le Dr Mathews
- 1954 : The Intruder de Guy Hamilton : Wolf Merton
- 1954 : Front Page Story de Gordon Parry: Grant
- 1954 : The Seekers de Ken Annakin : Phillip Wayne
- 1955 : La Terre des pharaons (Land of the Pharaohs) de Howard Hawks : le pharaon  Khéops
- 1955 : Touch and Go de Michael Truman : Jim Fletcher
- 1955 : L'Emprisonné (The Prisoner) de Peter Glenville : l'interrogateur
- 1956 : S.O.S. Scotland Yard (The Long Arm) de Charles Frend : le superintendant Tom Halliday
- 1957 : The Man in the Sky de Charles Crichton : John Mitchell
- 1957 : Fortune Is a Woman de Sidney Gilliat : Oliver Branwell
- 1957 : Le Pont de la rivière Kwai (The Bridge on the River Kwai) de David Lean : le commandant Warden
- 1958 : Chef de réseau (The Two-Headed Spy) d'André de Toth : le général Alex Schottland
- 1958 : Inspecteur de service (Gideon's Day) de John Ford : l'inspecteur George Gideon
- 1959 : Hold-up à Londres (The League of Gentlemen) de Basil Dearden : Hyde
- 1959 : Ben-Hur de William Wyler : Quintus Arrius
- 1959 : The Four Just Men (en) : Ben Manfred (23 épisodes)

#### Années 1960
- 1961 : La Fayette de Jean Dreville : le général Cornwallis
- 1961 : Anna et les Maoris (Two Loves) de Charles Walters : Abercrombie
- 1962 : Five Finger Exercise de Daniel Mann : Stanley Harrington
- 1962 : Lawrence d'Arabie (Lawrence of Arabia) de David Lean : le général Edmund Allenby
- 1963 : The DuPont Show of the Week (série TV) : Adam Hilderson (épisode To Bury Caesar)
- 1963 : Massacre pour un fauve (Rampage) de Phil Karlson : Otto Abbot
- 1964 : Zoulou (Zulu) de Cy Endfield : le révérend Otto Witt
- 1964 : Le Secret du docteur Whitset (The Third Secret) de Charles Crichton : sir Frederick Belline
- 1964 : Les Canons de Batasi (Guns at Batasi) de John Guillermin : le colonel Deal
- 1965 : Lord Jim de Richard Brooks : Marlow
- 1965 : Doubles masques et agents doubles (Masquerade) de Basil Dearden : le colonel Drexel
- 1965 : The Wednesday Play (série TV) : sir John Rampayne (épisode The Trial and Torture of Sir John Rampayne)
- 1966 : Judith de Daniel Mann : le major Lawton
- 1966 : Mystery and Imagination (série TV) : le colonel Mortimer (épisode The Open Door)
- 1966 : Opération Opium (The Poppy Is Also a Flower) de Terence Young : le général Bahar
- 1968 : Shalako d'Edward Dmytryk : sir Charles Daggett
- 1968 : La Grande Catherine (Great Catherine) de Gordon Flemyng : l'ambassadeur britannique
- 1969 : L'Ange et le Démon (Twinky) de Richard Donner : le juge Millington-Draper
- 1969 : Ah! Dieu que la guerre est jolie (Oh! What a Lovely War) de Richard Attenborough : l'empereur François-Joseph
- 1969 : Gonflés à bloc (Monte Carlo or Bust!) de Ken Annakin : le comte Levinovitch

#### Années 1970
- 1970 : Les Aventures du brigadier Gérard (The Adventures of Gerard) de Jerzy Skolimowski : Millefleurs
- 1970 : Waterloo de Sergeï Bondartchouk : le général Thomas Picton
- 1970 : Jane Eyre de Delbert Mann (téléfilm) : Brocklehurst
- 1971 : Le Péché (The Beloved) de George Pan Cosmatos : le père Nicholas
- 1971 : Commando pour un homme seul (When Eight Bells Toll) d'Étienne Perier: sir Anthony Skouras
- 1971 : Nicolas et Alexandra (Nicholas and Alexandra) de Franklin J. Schaffner : le comte Fredericks
- 1971 : Kidnapped de Delbert Mann : le capitaine Hoseason
- 1972 : The Last Lion d'Elmo de Witt : Ryk Mannering
- 1972 : Les Griffes du lion (Young Winston) de Richard Attenborough : James Welldon
- 1972 : Escape to the Sun de Menahem Golan : Baburin
- 1973 : Théâtre de sang (Theatre of Blood) de Douglas Hickox : Solomon Psaltery
- 1973 : Les Contes aux limites de la folie (Tales That Witness Madness) de Freddie Francis : le Dr Nicholas
- 1974 : QB VII (série TV) : le juge Gilroy

### comme producteur
- 1965 : The Party's Over de Guy Hamilton
- 1972 : Dieu et mon droit (The Ruling Class) de Peter Medak

## Récompenses et nominations

### Récompenses
- 1960 : prix du meilleur acteur au Festival international du film de Saint-Sébastien pour Hold-up à Londres